# Княжее (Киевская область)
Кня́жее (укр. Княже; до 2024 года — Пе́рше Тра́вня) — село на Украине, в Ташанской сельской общине Бориспольском районе Киевской области.
Население по переписи 2001 года составляло 479 человек. Почтовый индекс — 08463. Телефонный код — 4567. Занимает площадь 0,35 км².

## Местный совет
08463, Київська обл., Переяслав-Хмельницький р-н, с. Пологи-Вергуни, вул. Макаренка, 15.

## Примечание
1. ↑  Постановление Верховной Рады Украины от 19 сентября 2024 года № 3984-IX «Про перейменування окремих населених пунктів та районів»